# Петрівська сільська громада (Полтавська область)
Петрівська сільська об'єднана територіальна громада — колишня територіальна громада України в Україні, в Чутівському районі Полтавської області. Адміністративний центр — село Петрівка.
Утворена 19 серпня 2019 року шляхом об'єднання Вільницької, Новокочубеївської та Петрівської сільських рад Чутівського району.
У 2020 році, відповідно до розпорядження Кабінету Міністрів України, громаду ліквідовано, територію та населені пункти передано до складу Скороходівської селищної територіальної громади Полтавського району Полтавської області.

## Населені пункти
До складу громади входять 7 сіл: Вільниця, Лисівщина, Майорівка, Нова Кочубеївка, Первозванівка, Петрівка та Підгірне.